# Roberto Ferraris
Pour les articles homonymes, voir Ferraris.
Roberto Ferraris, né le 16 janvier 1952 à Naples, est un tireur sportif italien.

## Carrière
Roberto Ferraris participe aux Jeux olympiques de 1976 à Montréal et remporte la médaille de bronze dans l'épreuve du pistolet feu rapide à 25 mètres.